# Kernkraftwerk Marble Hill
Marble Hill war ein unvollendetes Kernkraftwerk in Saluda Township im Jefferson County, in der Nähe von Hanover, Indiana, das aus 2 Westinghouse-Reaktoren von 1030 und 1130 MW elektrischer Nettoleistung bestehen sollte. 1984 teilte Public Service Company of Indiana mit, das halb vollendete Kraftwerk, in das bis dahin bereits 2,5 Milliarden Dollar investiert worden waren, aufzugeben.

## Geschichte
Baubeginn beider Meiler war am 1. Juli 1977, 1984 gab Public Service Company of Indiana (PSI), heute Duke Energy, das halb fertiggestellte Projekt auf. Mit Kosten von 2,5 Milliarden Dollar, und als das teuerste bis dahin jemals aufgegebene Nuklear-Projekt, war Marble Hill ein verheerender Rückschlag für die angeschlagene Nuklearindustrie, die nach der Kernschmelze in Three Mile Island mehr als 100 Projektaufgaben zu verkraften hatte. Die aufgegebene Erweiterung von V. C. Summer vernichtete in den 2010er Jahren 9 Milliarden Dollar. Am 18. März 2005 begann der Abriss des unvollendeten Kraftwerks.
Lange vor 1984 war Marble Hill ein kontroverses Unterfangen. In den Jahren 1978 und 1979 veranstaltete die regionale Ohio Valley Umweltgruppe The Paddlewheel Alliance zwei gewaltfreie Besetzungen des PSI-Grundstücks. 1979 ordnete die NRC einen Baustopp an, weil Luftblasen im Beton der Reaktorsicherheitsbehälter entdeckt wurden, aufgrund von Vertuschungsversuchen leitete die NRC ihre Erkenntnisse auch ans Justizministerium weiter. Der Abschlussbericht zu den Betonmängeln erschien am 25. Juni 1981, er ergab, dass der Beton hochwertiger war als erforderlich, aber fehlerhaft gegossen wurde. Als die lokale Unterstützung schwand, ruhte Marble Hills Schicksal in den Händen der Regierung von Indiana, und PSI suchte um Staatsgarantien für Construction Work in Progress (CWIP) nach.
Letzten Endes verkündete PSI, Marble Hill wegen eines überwältigenden Kostenanstiegs und knapper Finanzen aufgeben zu müssen. Im Oktober 1985 veranstaltete PSI eine Auktion für schon gekaufte Reaktormaterialien im Wert von ca. 8 Millionen US-Dollar.

## Baustopp und Abriss
Der untere Teil des Reaktordruckbehälters in Reaktor 1 war bei Baustopp schon installiert. Das Kraftwerksgebäude wurde bereits abgerissen. 1990 wurde ein Unternehmen Power Equipment Supply Co. („PESCO“) gegründet, um Materialien des Marble Hill Facility Projekts zu verkaufen, 1996 wurde Pesco wieder aufgelöst.
Marble Hill ist derzeit im Besitz einer unbekannten Firma mit Sitz in Michigan und befindet sich im Abriss mit einem Vertrag von MCM Management Corp. Seit 2008 wurde unter anderem das Brennstoff-Handhabungsgebäude abgerissen. Im August 2010 wurde eines der Containmentgebäude abgerissen und beim anderen der Reaktorkern entfernt. Bis Dezember 2011 waren beide Containmentdome zerstört und schätzungsweise ein Drittel der Zellenkühler. Der Abriss des Kontrollgebäudes hatte ebenfalls begonnen.